# João Neves
João Pedro Gonçalves Neves (født 27. september 2004) er en portugisisk professionel fodboldspiller, som spiller som midtbanespiller for Ligue 1-klubben Paris Saint-Germain og Portugals landshold.

## Klubkarriere

### Benfica
Neves kom igennem ungdomsakademiet hos Benfica, og skrev sin første professionelle kontrakt med klubben i december 2020. Han fik sin førsteholdsdebut i december 2022 i en kamp imod Braga.
Hans store gennembrud kom dog i 2023-24 sæsonen, hvor han blev etableret som en fast mand på holdet. Han blev inkluderet på årets hold i Primeira Liga for sæsonen.

### Paris Saint-Germain
Neves skiftede i august 2024 til Paris Saint-Germain.

## Landsholdskarriere

### Ungdomslandshold
Neves har repræsenteret Portugal på flere ungdomsniveauer.

### Seniorlandshold
Neves debuterede for Portugals landshold den 16. oktober 2023.